# 中国2010年上海世界博览会越南馆
中国2010年上海世界博览会越南馆是2010年上海世博会上代表越南的展馆，位于世博园区A片区，占地面积1000平方米。越南馆由越南展览会中心负责建造，主题为“河内——升龙一千年”，以纪念越南首都河内（历史上又称升龙）建城1000周年。

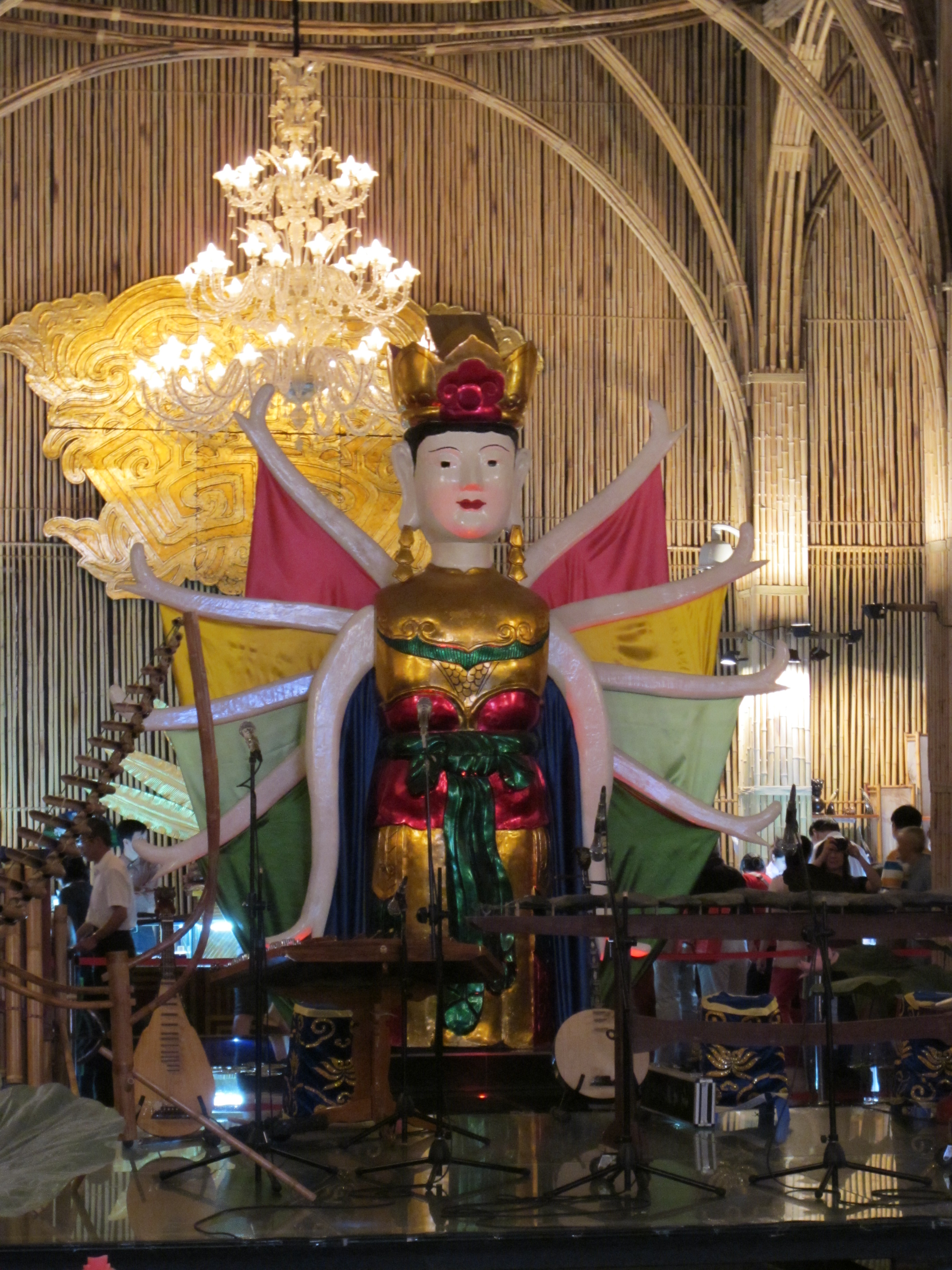
越南館的內部

越南馆的外观主要是以竹子作为建筑材料以体现环保理念。展馆内则主要展示越南的三个文化中心，分别是北部的东山铜鼓文化中心、中部的沙黄文化中心（Sa Huỳnh）和南部的澳盖文化中心（Óc Eo）。另外，展馆中还会有水上木偶戏等越南传统表演。